# Посвірж
По́свірж — село Івано-Франківського району Івано-Франківської області. Входить до складу Букачівської селищної громади.

## Історія
Згадується 1449 року в книгах галицького суду.
У податковому реєстрі 1515 року повідомляється про неможливість отримання податків з села через пограбування волохами і спустошення татарами.
У 1939 році в селі проживало 370 мешканців (330 українців, 35 латинників, 5 євреїв).